# Roberto Laraia
Roberto Laraia (* 1964 in Reutlingen) ist ein deutscher Friseur, Artdirector des Zentralverbandes des Deutschen Friseurhandwerks (ZV) und Obermeister der Friseurinnung Reutlingen.
Er war Deutscher Meister und fünffacher Weltmeister der Friseure.

## Erfolge
Laraia war Deutscher Meister und fünffacher Weltmeister der Friseure. Er hat zwei Friseursalons in Reutlingen und Tübingen.

## Mitgliedschaften
- Mitglied und Artdirector des Zentralverbandes des Deutschen Friseurhandwerks (ZV)
- Mitglied und Oberfriseurmeister der Friseurinnung Reutlingen[2]
- Mitglied der Achalmritterschaft Reutlingen[3]